# Grøn vækst
|  | Om det danske politiske udspil "Grøn Vækst" fra 2009: Se Grøn Vækst-planen |
Med grøn vækst menes der økonomisk vækst, der er miljømæssigt neutral eller endda til gavn for miljøet. Det er i høj grad synonymt med begrebet "bæredygtig vækst". Inden for miljøøkonomien peges på, at graden af substitutionsmulighederne mellem naturresurser og menneskeskabt kapital i bred forstand (herunder ikke mindst menneskeskabt viden i form af nye teknologiske fremskridt) er afgørende for, om grøn eller bæredygtig vækst er mulig på lang sigt. Samtidig kan forskellige markedsfejl på miljø- og resurseområdet medføre, at der er et betydeligt behov for offentlig regulering for at hindre inoptimalt store forureningsproblemer eller uhensigtsmæssig overudnyttelse af naturresurserne.